# Saint-Philémon
Pour l’article homonyme, voir Saint Philémon.
Saint-Philémon est une municipalité de paroisse dans la municipalité régionale de comté de Bellechasse au Québec (Canada), située dans la région administrative de Chaudière-Appalaches. Elle est nommée en l'honneur de Philémon de Colosses.

## Histoire

### Héraldique
| Généreux aujourd'hui comme hier |
| ------------------------------- |

| L'écu se blasonne ainsi : Coupé-noué-renversé d'or sur sinople à une croix fleuronnée d'azur en abîme accompagnée en chef de trois triangles de sinople, celui du centre renversé |

## Géographie
À partir de son crénon dans le sud de la municipalité, la rivière du Pin coule vers le nord-ouest. La rivière du Nord, venant de l'est, conflue avec la rivière Gabriel dans le nord est de la municipalité. Cette dernière coule vers l'ouest jusqu'à sa confluence avec la rivière du Pin. 
La rivière des Mornes coule vers l'est jusqu'à la rivière de la Fourche dans le sud-ouest de la municipalité. La rivière de la Fourche, qui coule vers le nord-ouest, nait de la confluence de la rivière des Mornes et du ruisseau Beaudoin.
La partie nord du parc régional du Massif-du-Sud est situé dans le sud de la municipalité où la rivière Etchemin, qui coule vers le sud, a sa source.

## Démographie
| 1996 | 2001 | 2006 | 2011 | 2016 | 2021 |
| ---- | ---- | ---- | ---- | ---- | ---- |
| 853  | 855  | 790  | 742  | 714  | 680  |

## Administration
Les élections municipales se font en bloc pour le maire et les six conseillers.
| Saint-Philémon Maires depuis 2005                                                                                    |                |         |          |
| Élection | Maire          | Qualité | Résultat |
| 2005 | Joseph Talbot  |         | Voir     |
| 2009 | Daniel Pouliot |         | Voir     |
| 2013 | Daniel Pouliot | Voir    |          |
| 2017 | Daniel Pouliot | Voir    |          |
| 2021 | Daniel Pouliot | Voir    |          |
| Élection partielle en italique Depuis 2005, les élections sont simultanées dans toutes les municipalités québécoises |                |         |          |